# Chu Thường Phương
Chu Thường Phương (chữ Hán: 朱常淓; 1607– 23 tháng 5 năm 1646), tự là Kính Nhất (敬一), là một trong các lãnh đạo của nhà Nam Minh - một triều đại yếu ớt chống lại sự xâm lược của quân Mãn Thanh. Ông được đưa lên làm Giám quốc khi Hoằng Quang Đế Chu Do Tung bị quân Thanh bắt. Chu Thường Phương chỉ tại vị Giám quốc được 66 ngày thì đầu hàng quân Thanh.

## Thân thế
Chu Thường Phương là con trai thứ ba của Lộ Giản vương Chu Dực Lưu (潞简王.朱翊镠), Hoàng tử thứ tư của Minh Mục Tông Chu Tái Kỵ. Mẹ ông là Dương Thứ phi (杨次妃), thiếp thất của Chu Dực Lưu. Đích mẫu là Lý Vương phi (王妃李). Cha ông vì quá đau buồn sau cái chết của Từ Thánh Hoàng thái hậu nên cũng đời sau đó không lâu, năm đó ông mới lên 6 tuổi.
Năm 1618, Chu Thường Phương tập tước Lộ vương. Tuy là con thứ nhưng do 2 người anh mất khi còn nhỏ nên ông được xem là con trưởng của Lộ Giản vương. Năm Sùng Trinh thứ 17 (1644), ngày 2 tháng 2, quân đội của Lý Tự Thành vây Hoài Khánh phủ (Thấm Dương ngày nay), vùng phía đông là Vệ Huy, thái ấp của Lộ vương bị đe dọa. Ngày 19 tháng 2, Chu Thường Phương chạy đến Vô Tích, Nam Kinh rồi đến Hàng Châu.

## Lên ngôi Giám quốc
Tháng 6 năm 1645, tin Phúc vương Chu Do Tung bị bắt tại Tiêu Tác truyền đến Hàng Châu. Các đại thần Mã Sĩ Anh, Nguyễn Đại Thành, Chu Đại Điển, Viên Hoằng Huân, Trương Bỉnh Trinh, Hà Luân bàn lập Lộ vương lên Giám quốc. Cuối tháng 6, Trâu Thái hậu lệnh cho ông lên ngôi Giám quốc. Ngày hôm sau, Lộ vương Chu Thường Phương xưng ngôi Giám quốc tại Hàng Châu. Theo ý của Mã Sĩ Anh, Lộ vương để cho Trần Hồng Phạm thay mình để hòa đàm với quân Thanh.
5 ngày sau khi lên ngôi Giám quốc (6 tháng 7 năm 1645), do chống cự không nổi trước thế lực của quân Thanh, Lộ vương đem quân ra hàng. Tháng 9 năm đó, cùng Hoằng Quang Đế và Trâu Thái hậu bị áp giải về Bắc Kinh.
Tháng 5 năm 1646, Hoằng Quang Đế Chu Do Tung, Lộ vương Chu Thường Phương cùng các Thân vương khác của nhà Minh, tất cả 21 người bị đem hành quyết tại Thái Thị Khẩu, Bắc Kinh. Chu Duật Kiện kế vị, tức Long Vũ Đế.

## Nghệ thuật
Lộ vương Chu Thường Phương là người am tường về thư pháp và tranh quốc họa cổ xưa. Ngoài ra, ông còn sáng chế nhiều loại cổ cầm khác nhau, có pha lẫn các chi tiết của phương Tây. Ông còn bắt chước Tuyên hòa bác cổ đồ của Tống Huy Tông, cho làm nhiều đồ đùng bằng đồng rồi đem chôn xuống đất.